# پنجه‌رو
پنجه‌رو (به انگلیسی: digitigrade)، به جانورانی گفته می‌شود که بر روی انگشتان خود ایستاده یا راه می‌روند. این گروه شامل گربه‌سانان رونده، سگ‌سانان و بیشتر پستانداران می‌شوند. انسان، خرس و چند دسته دیگر از پستانداران پنجه‌رو نیستند.
پنجه‌روها معمولاً نسبت به دیگر جانوران سرعت بیشتری دارند و بی‌سروصداتر راه می‌روند.
درحالی‌که انسان بر روی کف پا راه می‌رود و حرکت کف‌روی دارد، جانوران پنجه‌رو بر روی بندهای میان‌انگشتی و سرانگشتی خود راه می‌روند. شکل ویژه و خم‌شده لِنگ‌های سگ بخاطر همین جاپیمایی پنجه‌روانه است.
فرهنگستان زبان فارسی (فرهنگستان قدیم) برای این دسته از جانوران نام پنجه‌روان را برگزید.

## نمونه‌هایی از پنجه‌روها

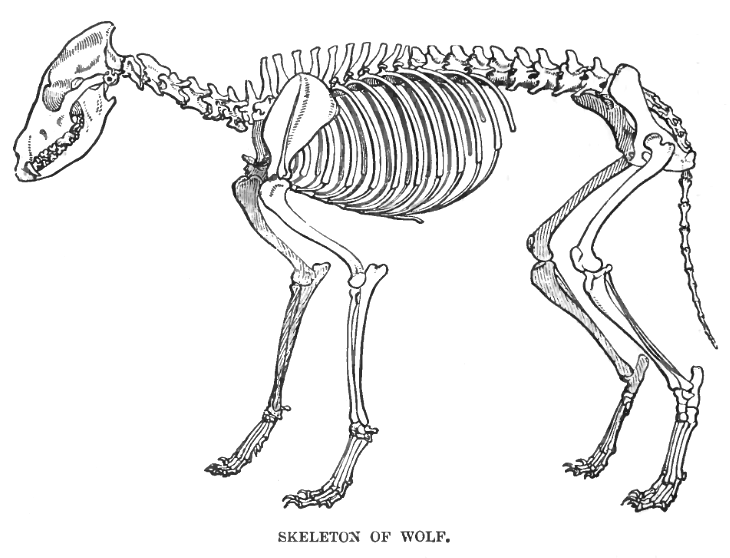
اسکلت یک گرگ، که در آن آرایش ویژهٔ استخوان‌های لِنگ و پا برای پنجه‌روی دیده می‌شود.

- پرندگان
- سگ‌سانان
  - گرگ
  - سگ
  - گرگ صحرایی[۲]
- گربه‌سانان
  - گربه
  - شیر
- فیل (نیمه‌پنجه‌رو)[۳]